# Cantó de Lió-VIII
El cantó de Lió-VIII és un antic cantó francès del departament del Roine, situat al districte de Lió. Compta part del municipi de Lió.

## Municipis
- Comprèn la part occidental del 3r districte de Lió, a l'oest del ferrocarril, amb els barris de Part-Dieu i la Préfecture, la part nord de la Guillotière (Moncey, Voltaire, Mutualité) i els sectors Danton, Bir-Hakeim i La Buire.

| Data d'elecció                           | Identitat         | Partit                               | Qualitat |
| ---------------------------------------- | ----------------- | ------------------------------------ | -------- |
| 1945-1954                                | Eugène Sylvestre  | radical                              |          |
| 1954-1967                                | Jean Sanoner      | Divers droite                        |          |
| 1967-1979                                | Florimond Gisclon | Divers gauche, després Divers droite |          |
| 1979-1998                                | Simone André      | UDF-PR                               |          |
| 1998-2002                                | Christian Philip  | UDF-CDS                              |          |
| 2002-2011                                | Lionel Lassagne   | UMP                                  |          |
| 2011-2014                                | Thierry Philip    | PS                                   |          |
| les dades anteriors no són pas conegudes |                   |                                      |          |